# Adam Maher
Adam Maher (Arabisch: آدَم مَاهِر; Ait Izzou, 20 juli 1993) is een Marokkaans-Nederlands voetballer die doorgaans als (centrale) middenvelder speelt. Hij verruilde FC Utrecht in juli 2022 voor Damac FC. Maher debuteerde in 2012 in het Nederlands elftal. Maher werd in 2012 verkozen tot Nederlands Talent van het Jaar.

## Clubcarrière

### AZ (eerste periode)
Maher speelde in de jeugd bij SV Diemen en Zeeburgia en werd in 2004 opgenomen in de jeugdopleiding van AZ. Hier debuteerde hij op 15 december 2010 in het eerste elftal, in een wedstrijd in de Europa League thuis tegen FK BATE Borisov. Hij viel in voor Pontus Wernbloom en maakte één doelpunt. Hiermee werd hij op een leeftijd van 17 jaar en 147 dagen de jongste Nederlandse doelpuntenmaker in een Europacup-wedstrijd.
Maher speelde gedurende het seizoen 2011/12 alle competitiewedstrijden met AZ. Dat jaar eindigde hij op de vierde plaats in de Eredivisie en bereikte hij de halve finale van het toernooi om de KNVB Beker met de club. Daarnaast kwam hij met AZ tot de kwartfinales van de UEFA Europa League. Na afloop van het seizoen werd hij verkozen tot Nederlands Talent van het Jaar. 
Maher won in 2012/13 met AZ de KNVB Beker. Daarbij maakte hij het openingsdoelpunt in de met 2–1 gewonnen finale tegen PSV.

### PSV
Maher tekende in juli 2013 een contract tot medio 2018 bij PSV, dat circa € 6.500.000,- voor hem betaalde aan AZ. Hij nam in Eindhoven het rugnummer 6 over van de dan net gestopte Mark van Bommel. Maher maakte op 12 juli 2013 zijn officieuze debuut voor PSV, in een vriendschappelijke wedstrijd tegen Arminia Bielefeld (3-3). Hij maakte zijn eerste officiële goal voor de club in een wedstrijd in de Europa League-wedstrijd tegen Dinamo Zagreb, op aangeven van Luciano Narsingh. Zijn eerste competitiegoal volgde op 1 december 2013, uit tegen Feyenoord (3-1 verlies).

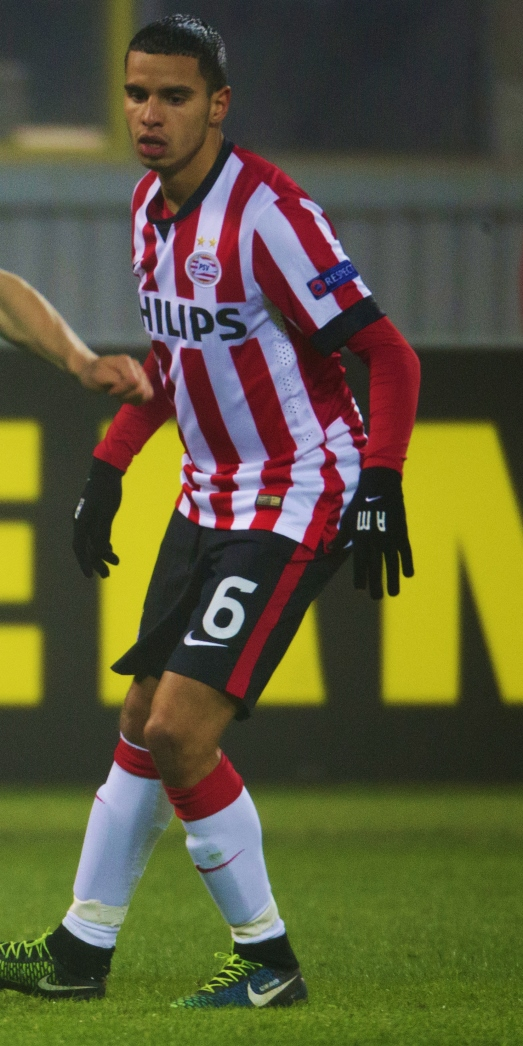
Maher namens PSV tegen FK Zenit Sint-Petersburg in de UEFA Europa League (2015)

Maher werd gedurende het seizoen 2013/14 geen onbetwiste basisspeler bij PSV. Hij moest regelmatig plaatsmaken of voorrang verlenen aan voornamelijk Jorrit Hendrix. Gedurende het seizoen 2014/15 werd hij meer en meer een vaste waarde op het middenveld in Eindhoven. Met zeven competitiegoals evenaarde hij ook zijn persoonlijke record uit zijn AZ-tijd. Maher vierde op 18 april 2015 het behalen van zijn eerste landskampioenschap met PSV. Hij greep op de tweede speeldag de koppositie met de club en stond die de rest van het seizoen niet meer af. Een 4–1-overwinning thuis tegen sc Heerenveen in speelronde 31 zorgde ervoor dat de titel een feit werd. 
Hij werd op 8 mei 2016 ook voor de tweede keer op rij landskampioen met PSV. De club begon ditmaal aan de laatste speelronde van het seizoen met evenveel punten als Ajax, maar met een doelsaldo dat zes doelpunten minder was. PSV won die dag vervolgens met 1–3 uit bij PEC Zwolle, terwijl Ajax uit bij De Graafschap met 1–1 gelijkspeelde. Maher vervulde dit seizoen voornamelijk een reserverol. Voor de winterstop speelde PSV voornamelijk met Andrés Guardado, Hendrix en nieuwkomer Davy Pröpper op het middenveld. Daarna met Guardado, Pröpper en de vanaf februari 2016 gehuurde Marco van Ginkel. Ook Stijn Schaars kreeg regelmatig de voorkeur boven Maher. In februari vroeg hij daarom toestemming om wedstrijden te mogen spelen voor Jong PSV.
In navolging van zijn mindere speeltijd verhuurde PSV Mher op 31 augustus 2016 voor één seizoen aan het Turkse Osmanlıspor. Daar speelde hij dat seizoen bijna veertig wedstrijden. Hij eindigde met de club op de vijfde plaats in de Süper Lig en bij de laatste 32 in de UEFA Europa League. Na een jaar keerde hij weer terug naar PSV, maar ook toen kwam hij minimaal aan spelen toe.

### FC Twente
PSV maakte op 15 januari 2018 bekend dat het contract van Maher zou worden ontbonden. Maher sloot toen voor een halfjaar aan bij FC Twente. Hier kwam hij net als bij AZ onder trainer Gertjan Verbeek te spelen. Maher eindigde dat seizoen met FC Twente op de laatste plaats in de Eredivisie, waarmee het degradeerde naar de Eerste divisie.

### AZ (tweede periode)
Maher keerde na zijn halfjaar bij FC Twente in de zomer van 2018 terug bij zijn oude club AZ. Daarmee eindigde hij in het seizoen 2018/19 op de vierde plaats in de Eredivisie. Hij speelde dat jaar 25 competitiewedstrijden, waarvan 21 in de basis; in beide gevallen zijn hoogste aantal optredens sinds de jaargang 2014/15 bij PSV. Na afloop van het seizoen verlengde hij zijn aflopende contract echter niet.

### FC Utrecht
Maher tekende in juni 2019 transfervrij een contract tot medio 2022 bij FC Utrecht. Hij maakte daarmee dezelfde overstap als trainer John van den Brom. Bij FC Utrecht was hij vanaf de eerste speelronde direct basisspeler. In zijn eerste seizoen bereikte Maher met de club na een enerverende halve finale tegen Ajax (2–0 winst) de finale van de KNVB Beker. De finale werd door de coronapandemie uiteindelijk niet gespeeld.
In oktober 2021 verlengde hij zijn contract tot medio 2023. Ondanks enige kritiek vanuit de supporters, groeide Maher in zijn periode in Utrecht uit tot een geliefde speler met goede prestaties voor de club.

### Damac FC
Op 11 juli 2022 verruilde hij FC Utrecht voor een driejarig contract bij Damac FC uit Saoedi-Arabië. De Aziatische club betaalde circa € 1.800.000,-  voor Maher.

## Clubstatistieken

### Beloften
| Seizoen                      | Club            | Competitie      | Competitie | Competitie | Beker | Beker | Totaal | Totaal |
| Seizoen                      | Club            | Competitie      | Wed.       | Dlp.       | Wed.  | Dlp.  | Wed.   | Dlp.   |
| ---------------------------- | --------------- | --------------- | ---------- | ---------- | ----- | ----- | ------ | ------ |
| 2015/16                      | Jong PSV        | Eerste divisie  | 6          | 1          | 0     | 0     | 6      | 1      |
| 2017/18                      | Jong PSV        | Eerste divisie  | 2          | 0          | 0     | 0     | 2      | 0      |
| Carrière totaal              | Carrière totaal | Carrière totaal | 8          | 1          | 0     | 0     | 8      | 1      |
| Bijgewerkt op 5 januari 2023 |                 |                 |            |            |       |       |        |        |

### Senioren
| Seizoen                      | Club            | Competitie       | Competitie | Competitie | Beker | Beker | Internationaal | Internationaal | Overig | Overig | Totaal | Totaal |
| Seizoen                      | Club            | Competitie       | Wed.       | Dlp.       | Wed.  | Dlp.  | Wed.           | Dlp.           | Wed.   | Dlp.   | Wed.   | Dlp.   |
| ---------------------------- | --------------- | ---------------- | ---------- | ---------- | ----- | ----- | -------------- | -------------- | ------ | ------ | ------ | ------ |
| 2010/11                      | AZ              | Eredivisie       | 1          | 0          | 1     | 0     | 1              | 1              | 0      | 0      | 3      | 1      |
| 2011/12                      | AZ              | Eredivisie       | 34         | 5          | 5     | 3     | 13             | 3              | 0      | 0      | 52     | 11     |
| 2012/13                      | AZ              | Eredivisie       | 31         | 7          | 6     | 3     | 2              | 0              | 0      | 0      | 39     | 10     |
| 2013/14                      | PSV             | Eredivisie       | 26         | 3          | 1     | 0     | 10             | 2              | 0      | 0      | 37     | 5      |
| 2014/15                      | PSV             | Eredivisie       | 31         | 7          | 3     | 0     | 12             | 1              | 0      | 0      | 46     | 8      |
| 2015/16                      | PSV             | Eredivisie       | 14         | 2          | 2     | 0     | 3              | 0              | 0      | 0      | 19     | 2      |
| 2016/17                      | → Osmanlıspor   | Süper Lig        | 24         | 2          | 7     | 0     | 8              | 1              | 0      | 0      | 39     | 3      |
| 2017/18                      | PSV             | Eredivisie       | 1          | 0          | 2     | 2     | 0              | 0              | 0      | 0      | 3      | 2      |
| 2017/18                      | FC Twente       | Eredivisie       | 16         | 1          | 2     | 2     | –              | –              | 0      | 0      | 18     | 3      |
| 2018/19                      | AZ              | Eredivisie       | 25         | 1          | 4     | 1     | 0              | 0              | 0      | 0      | 29     | 2      |
| 2019/20                      | FC Utrecht      | Eredivisie       | 23         | 3          | 4     | 2     | 2              | 0              | 0      | 0      | 29     | 5      |
| 2020/21                      | FC Utrecht      | Eredivisie       | 25         | 2          | 1     | 0     | –              | –              | 2      | 0      | 28     | 2      |
| 2021/22                      | FC Utrecht      | Eredivisie       | 1          | 1          | 0     | 0     | –              | –              | 0      | 0      | 1      | 1      |
| 2022/23                      | Damac FC        | Saudi Pro League | 11         | 0          | 1     | 0     | –              | –              | 0      | 0      | 12     | 0      |
| Carrière totaal              | Carrière totaal | Carrière totaal  | 263        | 34         | 39    | 13    | 51             | 8              | 2      | 0      | 355    | 55     |
| Bijgewerkt op 5 januari 2023 |                 |                  |            |            |       |       |                |                |        |        |        |        |

## Interlandcarrière
Maher werd op 4 november 2011 voor het eerst opgeroepen voor Jong Oranje. Hij maakte deel uit van de voorlopige selectie voor het EK 2012, maar viel op zaterdag 26 mei 2012 af voor de definitieve 23-koppige selectie, net als Vurnon Anita, Jeremain Lens en Siem de Jong. Maher maakte op dinsdag 22 mei zijn officieuze debuut in het Nederlands voetbalelftal , toen hij als basisspeler mocht aantreden in een oefenduel tegen Bayern München. Deze wedstrijd telde niet mee als interland, omdat het hier een wedstrijd betrof tegen een clubteam en niet tegen een nationaal elftal. Hij maakte op woensdag 15 augustus 2012 onder leiding van bondscoach Louis van Gaal zijn officiële debuut, tijdens een met 4-2 verloren oefeninterland in en tegen België. Andere debutanten in die wedstrijd waren Ricardo van Rhijn, Nick Viergever, Bruno Martins Indi en Stefan de Vrij. Hij maakte op 26 maart 2013 deel uit van het Nederlands elftal tijdens een WK-kwalificatiewedstrijd tegen Roemenië, als vervanger van de geblesseerde Wesley Sneijder. In de 74ste minuut viel hij in voor Jonathan de Guzman.
| Interlands van Adam Maher voor Nederland | Interlands van Adam Maher voor Nederland | Interlands van Adam Maher voor Nederland | Interlands van Adam Maher voor Nederland | Interlands van Adam Maher voor Nederland | Interlands van Adam Maher voor Nederland |
| №                                        | Datum                                    | Wedstrijd                                | Uitslag                                  | Competitie                               | Goals                                    |
| Als speler van AZ                        | Als speler van AZ                        | Als speler van AZ                        | Als speler van AZ                        | Als speler van AZ                        | Als speler van AZ                        |
| ---------------------------------------- | ---------------------------------------- | ---------------------------------------- | ---------------------------------------- | ---------------------------------------- | ---------------------------------------- |
| 1.                                       | 15 augustus 2012                         | België – Nederland                       | 4 – 2                                    | Vriendschappelijk                        |                                          |
| 2.                                       | 11 september 2012                        | Hongarije – Nederland                    | 1 – 4                                    | Kwalificatie FIFA WK 2014                |                                          |
| 3.                                       | 6 februari 2013                          | Nederland – Italië                       | 1 – 1                                    | Vriendschappelijk                        |                                          |
| 4.                                       | 26 maart 2013                            | Nederland – Roemenië                     | 4 – 0                                    | Kwalificatie FIFA WK 2014                |                                          |
| Als speler van PSV                       |                                          |                                          |                                          |                                          |                                          |
| 5.                                       | 10 september 2013                        | Andorra – Nederland                      | 0 – 2                                    | Kwalificatie FIFA WK 2014                |                                          |

## Erelijst
AZ
- KNVB beker: 2012/13

 PSV
- Eredivisie: 2014/15, 2015/16
- Johan Cruijff Schaal: 2015, 2016

Individueel
- Talent van het Jaar: 2012
- Speler van de Maand: oktober 2019